# 高田征一
高田 征一（たかだ せいいち、1944年12月14日 - ）は、日本の実業家。ハウステンボスの開業に携わったことで知られる。2015年まで南島原市副市長を務めていた。長崎市出身。長崎県立長崎東高等学校を経て上智大学外国語学部中退。

## 経歴
大学中退後、オランダ製品の輸入に携わる長崎オランダ商会に入社。オランダ関係者との面識や語学力を生かして、長崎オランダ村の開園・経営に関わった。長崎オランダ商会常務取締役を経て、1992年のハウステンボス開業にも尽力。オランダの宮殿「パレス・ハウステンボス」の再現を行うべくオランダ本国との交渉を行い、ベアトリクス女王（当時）から許可を得るに至った。1999年までハウステンボス専務取締役企画本部長を務め、以後はハウステンボス商事会長などを歴任した。また、2005年に開かれた愛・地球博においてはオランダ政府館総合プロデューサーを務めた。
観光コンサルタント会社社長を経て、2011年4月公募により南島原市副市長に就任した。在任中の2014年5月に藤原米幸市長ら4人が官製談合に関わった疑いで逮捕されたことを受けて、市長職務代理を務めた。

## 人物
カトリック信者であり、南島原市副市長就任時に原城などキリスト教関連史跡の世界遺産登録を目指したいと発言している。